# نيك ديفيس (كاتب بريطاني)
نيك ديفيس (بالإنجليزية: Nick Davis)‏ هو كاتب سيناريو بريطاني، ولد في القرن العشرين.

## وصلات خارجية
- نيك ديفيس على موقع IMDb (الإنجليزية)
- نيك ديفيس على موقع قاعدة بيانات الفيلم (الإنجليزية)